# Dominic Burgess
Dominic James Cooper (Stoke-on-Trent, 29 de julho de 1982), mais conhecido como Dominic Burgess, é um ator britânico. Ele é mais conhecido por interpretar Zoltan Grundy em A.N.T. Farm, Victor Buono em Feud: Bette and Joan e Jerry Summers em Dr. Death.

## Filmografia

### Cinema
| Ano  | Título                                            | Papel                | Notas          |
| ---- | ------------------------------------------------- | -------------------- | -------------- |
| 2005 | Batman Begins                                     | Policial de Narrows  |                |
| 2007 | Itch                                              | Jimmy                |                |
| 2008 | Colin                                             | Pots                 |                |
| 2011 | The Escape                                        | Carrasco             | Curta-metragem |
| 2012 | THG: The Beginning                                | Presidente           |                |
| 2013 | The Fortune Theory                                | Elvis                |                |
| 2013 | Baby Geniuses and the Mystery of the Crown Jewels | Guffman              |                |
| 2013 | Dracula: The Dark Prince                          | Voz adicional        |                |
| 2013 | A Leading Man                                     | Mestre de Cerimônias |                |
| 2013 | Zombeo & Juliécula                                | Sr. Arkham           | Curta-metragem |
| 2014 | Baby Geniuses and the Treasures of Egypt          | Guffman              |                |
| 2015 | Baby Geniuses and the Space Baby                  | Guffman              |                |
| 2015 | Lethal Seduction                                  | Sam                  |                |
| 2015 | Golden Shoes                                      | Locutor              |                |
| 2016 | Hot Bot                                           | Nigel Elwood         |                |
| 2016 | The Motherload                                    | Doutor Wisely        | Curta-metragem |
| 2016 | Superkid                                          | Pai                  | Curta-metragem |
| 2017 | Hello, Mum                                        | Jimmy                | Curta-metragem |
| 2018 | Face-Off                                          | Tom                  | Curta-metragem |
| 2018 | Sam Did It                                        | Sam                  | Curta-metragem |
| 2019 | Ma                                                | Stu                  |                |
| 2019 | Deadcon                                           | Stanley              |                |
| 2019 | Foster Boy                                        | Dan Cohen            |                |
| 2020 | In Hollywoodland                                  | Donald Craps         | Curta-metragem |
| 2021 | Breaking News in Yuba County                      | Capitão Riggins      |                |
| 2022 | Seven Days                                        | Mark                 |                |
| 2022 | Soldmate                                          | Desenvolvedor        | Curta-metragem |
| 2023 | Fishmonger                                        | Christie O'Mallaghan | Curta-metragem |
| 2023 | Rebel Moon – Part One: A Child of Fire            | Dash Thif            |                |
| 2025 | The Elephant in the Room                          | Martin               |                |
| 2025 | XY                                                | Y                    | Curta-metragem |

### Televisão
| Ano       | Título                                     | Papel                        | Notas                                            |
| --------- | ------------------------------------------ | ---------------------------- | ------------------------------------------------ |
| 2005      | Doctor Who                                 | Agorax                       | Episódio: "Bad Wolf"                             |
| 2009      | Leverage                                   | Guarda de Segurança #1       | Episódio: "The Snow Job"                         |
| 2009      | 1000 Ways to Die                           | Paddy / Golfer Patty         | 2 episódios                                      |
| 2010      | Rules of Engagement                        | Clerk                        | Episódio: "Free Free Time"                       |
| 2011      | 90210                                      | Eric                         | Episódio: "Women on the Verge"                   |
| 2013      | Maron                                      | Clerk                        | Episódio: "Internet Troll"                       |
| 2013-2014 | A.N.T. Farm                                | Zoltan Grundy                | 15 episódios                                     |
| 2013      | Family Tools                               | Vendedor de cadeira de rodas | Episódio: "Role Model"                           |
| 2013      | Agents of S.H.I.E.L.D.                     | Inglês                       | Episódio: "Eye Spy"                              |
| 2013      | Raising Hope                               | Phil                         | Episódio: "Burt Bucks"                           |
| 2014      | Farmed and Dangerous                       | Servidor Drive Thru          | Episódio: "Oiling the Food Chain"                |
| 2014      | Legit                                      | Mark                         | Episódio: "Reunion"                              |
| 2014      | Dads                                       | Funcionário de funerária     | Episódio: "Jerk in a Box"                        |
| 2015      | It's Always Sunny in Philadelphia          | Pete                         | Episódio: "Psycho Pete Returns"                  |
| 2015      | The Leftovers                              | Dr. Goodheart                | 2 episódios                                      |
| 2015      | Not Safe for Work                          | Bobby                        | Telefilme                                        |
| 2016      | 2 Broke Girls                              | Ned                          | Episódio: "And the Booth Babes"                  |
| 2016-2020 | The Magicians                              | Ember                        | 5 episódios                                      |
| 2016      | Roots                                      | Lorde Dunmore                | Episódio: "Part 2"                               |
| 2016-2018 | The Good Place                             | Henry                        | 3 episódios                                      |
| 2016      | Gilmore Girls: A Year in the Life          | Chuck                        | Episódio: "Spring"                               |
| 2017      | Feud: Bette and Joan                       | Victor Buono                 | 5 episódios                                      |
| 2017      | Escaping Dad                               | Barney                       | Telefilme                                        |
| 2017      | The Thundermans                            | Supermanny                   | Episódio: "Come What Mayhem"                     |
| 2017      | The Night Shift                            | Arthur Wilson                | Episódio: "Control"                              |
| 2017      | Teen Wolf                                  | Barnes                       | Episódio: "Pressure Test"                        |
| 2017-2018 | The Flash                                  | Ramsey Deacon / Kilgore      | 3 episódios                                      |
| 2017      | Linda from HR                              | Gordon                       | Telefilme                                        |
| 2018      | Bad Indians                                | Brian                        | Episódio: "Jealous Indians"                      |
| 2018      | Supernatural                               | Richard Greenstreet          | Episódio: "A Most Holy Man"                      |
| 2018      | Queen of the South                         | Ivan                         | 4 episódios                                      |
| 2018      | American Horror Story: Apocalypse          | Phil                         | Episódio: "Sojourn"                              |
| 2019      | Modern Family                              | Nate                         | 2 episódios                                      |
| 2019      | The Rookie                                 | Tommy Lamont                 | Episódio: "The Shake Up"                         |
| 2019      | Santa Clarita Diet                         | Radul                        | 6 episódios                                      |
| 2019      | ctrl alt delete                            | Matthew                      | Episódio: "5:00pm"                               |
| 2019      | Perfect Harmony                            | Robby                        | Episódio: "Pilot"                                |
| 2019      | L.A. Confidential                          | Sid Hudgens                  | Telefilme                                        |
| 2020      | Star Trek: Picard                          | Sr. Vup                      | Episódio: "Stardust City Rag"                    |
| 2020-2022 | Better Things                              | Tio Eddy                     | 3 episódios                                      |
| 2020      | Side Hustle                                | Antwerp                      | Episódio: "Start Hustling"                       |
| 2021      | Them                                       | Roger                        | Episódio: "Day 9"                                |
| 2021      | Dr. Death                                  | Jerry Summers                | 7 episódios                                      |
| 2021      | Fantasy Island                             | Edmund Walsh                 | Episódio: "The Romance & The Bromance"           |
| 2022      | 9-1-1: Lone Star                           | Dave Sheffield               | 2 episódios                                      |
| 2022      | Our Flag Means Death                       | Jeffrey                      | Episódio: "Wherever You Go, There You Are"       |
| 2022      | Dahmer – Monster: The Jeffrey Dahmer Story | John Wayne Gacy              | Episódio: "God of Forgiveness, God of Vengeance" |
| 2022      | NCIS: Los Angeles                          | Herman                       | Episódio: "Survival of the Fittest"              |
| 2023      | Chicago Med                                | Michael Kennedy              | Episódio: "Know When to Hold and When to Fold"   |
| 2023-2024 | American Horror Story: Delicate            | Hamish Moss                  | 4 episódios                                      |
| 2024      | Palm Royale                                | Grayman                      | 7 episódios                                      |
| 2024      | Criminal Minds: Evolution                  | Eddie Dayton                 | Episódio: "Conspiracy vs. Theory"                |
| 2024      | The Perfect Couple                         | Greg                         | 2 episódios                                      |
| 2024      | NCIS                                       | Leonard                      | Episódio: "The Trouble with Hal"                 |
| 2024-2025 | Star Wars: Skeleton Crew                   | Beef                         | 7 episódios                                      |
| 2025      | Good American Family                       | Tom                          | Episódio: "Jump the Jitters Out"                 |
| 2025      | Criminal                                   | Delron                       |                                                  |

### Video game
| Ano  | Título   | Papel           |
| ---- | -------- | --------------- |
| 2025 | MindsEye | Hunter Morrison |